# Municipio de Morgan (condado de Sharp)
El municipio de Morgan (en inglés: Morgan Township) es un municipio ubicado en el condado de Sharp en el estado estadounidense de Arkansas. En el año 2010 tenía una población de 233 habitantes y una densidad poblacional de 2,96 personas por km².

## Geografía
El municipio de Morgan se encuentra ubicado en las coordenadas 36°7′31″N 91°30′57″O / 36.12528, -91.51583. Según la Oficina del Censo de los Estados Unidos, el municipio tiene una superficie total de 78.63 km², de la cual 78,63 km² corresponden a tierra firme y (0 %) 0 km² es agua.

## Demografía
Según el censo de 2010, había 233 personas residiendo en el municipio de Morgan. La densidad de población era de 2,96 hab./km². De los 233 habitantes, el municipio de Morgan estaba compuesto por el 95,28 % blancos, el 1,72 % eran amerindios, el 0,43 % eran asiáticos y el 2,58 % eran de una mezcla de razas. Del total de la población el 0,86 % eran hispanos o latinos de cualquier raza.